# Wcielanie dzieci polskich do Armii Imperium Rosyjskiego 1831–1832

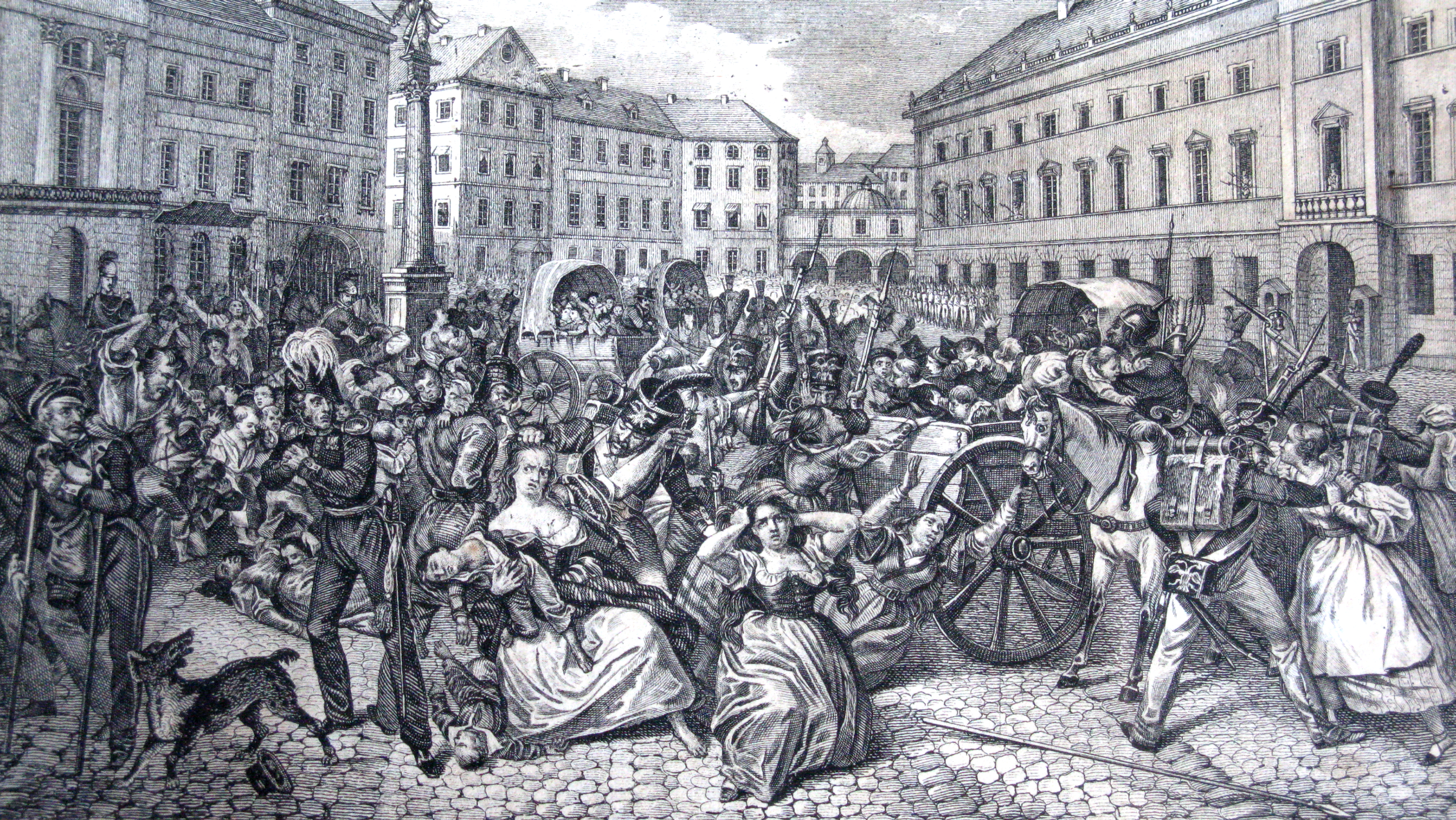
Porwanie dzieci polskich przez żołnierzy rosyjskich na placu Zamkowym w Warszawie

Wcielanie dzieci polskich do Armii Imperium Rosyjskiego 1831–1832 – przeprowadzone w czasie trwania i po upadku powstania listopadowego, karne wcielanie dzieci polskich do Armii Imperium Rosyjskiego.
Zgodnie z poleceniem cesarza Mikołaja I z 23 marca 1831, dzieci osób biorących udział w powstaniu listopadowym miały być traktowane jako tak zwani kantoniści i wcielane do specjalnych batalionów wojsk rosyjskich.
Ukazem z 24 marca 1832 rząd rosyjski polecił oddać do specjalnych batalionów dziecięcych chłopców od 7 do 16 roku życia, dzieci emigrantów politycznych, sieroty, dzieci biedaków i uliczników.